# ناتوان

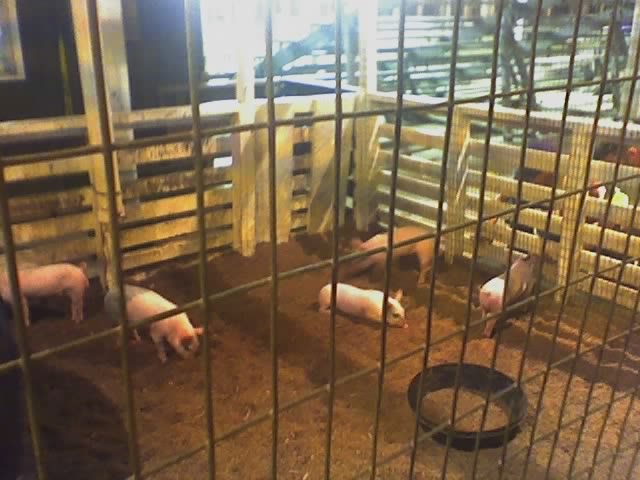
حیوانات ناتوان

ناتوان (به انگلیسی: Runt)، یک عضو در یک گروه از جانوران (معمولا یک دسته‌توله از جانوران به‌دنیا آمده در چندقلویی) است که به‌طور چشمگیری کوچک‌تر یا ضعیف‌تر از دیگران است. به دلیل اندازه کوچکش، یک ناتوان در بستر با آسیب‌های آشکاری مواجه است، از جمله مشکلات در رقابت با خواهر و برادرش برای بقا و طرد شدن احتمالی توسط مادرش است؛ بنابراین، در طبیعت، احتمال کمتری وجود دارد که در دوران نوزادی زنده بماند.
حتی در میان جانوران اهلی، ناتوان‌ها اغلب با طرد مواجه می‌شوند. آنها ممکن است تحت مراقبت مستقیم یک جانور پرورش‌دهنده باتجربه قرار گیرند، اگرچه اندازه و ضعف جانور همراه با عدم مراقبت طبیعی والدین این امر را دشوار می‌کند. برخی از جانوران رام‌شده در نتیجه پرورش ناتوان‌ها هستند.
علی‌رغم باور عمومی، همه توله‌ها ناتوان نیستند. همه جانوران در یک «دسته‌توله» طبیعتاً از نظر اندازه و وزن کمی متفاوت خواهند بود، اما کوچک‌ترین آنها را اگر سالم و از نظر وزن نزدیک به هم‌زادهای خود باشد، نباید یک «ناتوان» در نظر گرفت. ممکن است کاملاً توانایی رقابت با خواهر و برادر خود برای تغذیه و دیگر منابع را داشته باشد. ناتوان به‌طور خاص جانوری است که در رحم از کمبود مواد مغذی در مقایسه با خواهر و برادرش یا از نقص ژنتیکی رنج می‌برد و بنابراین رشدنیافته یا کمتر از حد انتظار به دنیا می‌آید.